# 神崎みゆき ファースト・アルバム
『神崎みゆき ファースト・アルバム』（こうざき-）は、1973年（昭和48年）に発売された日本のアルバムである。神崎みゆきのファーストアルバムである。加藤ヒロシ、そしてゴジラ時代の近田春夫と金沢ジュンが演奏に参加していることで知られる。

## 概要・略歴
シングル『ゆう子のグライダー』（1973年）で知られる神崎みゆきのファーストアルバムである。リリースナンバーはSKD-1014、定価は2,000円であった。
元ザ・リンド&リンダース（1965年 - 1969年）のリーダー、ギタリストの加藤ヒロシ（当時イエロージプシー）が全曲を編曲し、演奏は「加藤ヒロシとそのグループ」名義で、前年の1972年（昭和47年）におなじくキングレコードの企画盤『ROCK IMPULSE! ゴーゴー大パーティー』で「ゴジラとイエロージプシー」名義で加藤とともに演奏した「ゴジラ」（アラン・メリル、近田春夫、金沢ジュン）から、近田と金沢が参加した。同じころ近田と金沢が結成していたハルヲフォン（のちの近田春夫&ハルヲフォン）は、1975年には、おなじキングレコードから企画盤シングル『FUNKYダッコNo.1』でデビューすることになる。
加藤も近田も金沢も、グループ・サウンズ出身であり、フォークシンガーの神崎とは音楽性が異なるが、彼らの参加が、神崎の音楽に奥行きを与えた。とりわけアルバムB面の『おばあちゃんお元気ですか』は、前年1972年に神崎のデビューシングルとしてリリースされているが、ソフトロックとして現在評価されている。
2018年10月31日、アルバム未収録のサード・シングル「明日 僕の誕生日（c/w 通学道路）」（1973年10月25日発売）の2曲を加えて、デジタルリマスタリングされて、紙ジャケット仕様で初CD化。

## クレジット
- 神崎みゆき 歌、アコースティック・ギター、ハーモニカ
- 加藤ヒロシとそのグループ

加藤ヒロシ エレキ・ギター、スライド・ギター、マンドリン
金沢純一 ドラムス、トライアングル、ギロ、ジャパニーズ・ドラム
ボブ・バージス ベース
近田春夫 ピアノ、スピネット、ハモンド・オルガン、チェレスタ、クラベス、マリンバ、チャイム
ロバート フリューゲル・ホーン
ヘンリー オーボー
ヘーデル フレンチ・ホルン

## 収録曲
- 全作詞・作曲：神崎みゆき、編曲：加藤ヒロシ（特記以外）

SIDE 1
1. ゆう子のグライダー  – (4:04)
2. 放課後  – (5:06)
3. 坂道の唄  – (5:22)
4. 花束をもって歩こう  – (3:07)
5. 季節風の行方  – (4:00)

SIDE 2
1. おばあちゃんお元気ですか  – (3:10)
  - 作詞：岡田冨美子、作曲：加藤ヒロシ
2. 雨雲の雨季  – (4:05)
3. 無賃乗車  – (3:25)
4. 歩きませんか  – (2:56)
5. みっちゃんのげんつきばいく  – (3:47)
6. 季風哀誌  – (3:44)

ボーナストラック
1. 明日 僕の誕生日  – (2:53)
  - 編曲：樋口康雄
2. 通学道路  – (3:42)
  - 編曲：樋口康雄

## 発売履歴
| 発売日         | レーベル          | 規格           | 規格品番  | 備考                                             |
| -------------- | ----------------- | -------------- | --------- | ------------------------------------------------ |
| 1973年6月25日  | キングレコード    | LP             | SKD-1014  |                                                  |
| 2018年10月31日 | GREENWOOD RECORDS | CD（紙ジャケ） | GRCL-6080 | 2018年デジタルリマスター版、ボーナストラック入り |

## 関連事項
- 1973年の音楽
- ソフトロック
- ゴジラ (バンド)

## 註
1. ↑  インタヴュー記事「アラン・メリル」の記述を参照。
2. ↑  CDコンピレーション・アルバム『ニューロックの夜明け 番外編9 キング・ニューロック・シングル集 ファンキー・ダッコNo.1』のライナーの記述を参照。
3. ↑  恒田義見の公式ブログ「ROCK'N ROLL MY WAY」内の「ハルヲフォン誕生」（2008年12月14日付）の記述を参照。